# Лутра (Грчка)
Лутра (грч. Λουτρά) је приморско насељено место у општини Касандра у периферији Средишња Македонија, Грчка. Према попису из 2021. године било је 60 становника.
Насеље је подигнуто педесетих година 20. века и први пут се помиње на попису из 1961. године са осам становника.